# Neapoli
Neapoli (gr. Νεάπολη) – miasto w Grecji, w regionie Macedonia Środkowa, w jednostce regionalnej Saloniki, w gminie Neapoli-Sikies. W 2011 roku liczyło 27 084 mieszkańców.